# 克罗 (上阿尔卑斯省)
克罗（法語：Crots，法語發音：[kʁo]）是法国上阿尔卑斯省的一个市镇，位于该省中东部，属于加普区。

## 地理
克罗（44°32'1"N, 6°28'16"E）面积53.84 平方千米，位于法国普罗旺斯-阿尔卑斯-蓝色海岸大区上阿尔卑斯省，该省份为法国东南部内陆省份，北起萨瓦省，西北接伊泽尔省，西南接德龙省，南至上普罗旺斯阿尔卑斯省，东北部与意大利接壤。
与克罗接壤的市镇（或旧市镇、城区）包括：勒洛泽-于拜、蓬蒂、梅奥朗-勒韦勒、巴拉捷、昂布兰、莱索尔、皮萨尼耶尔、萨维讷勒拉克。

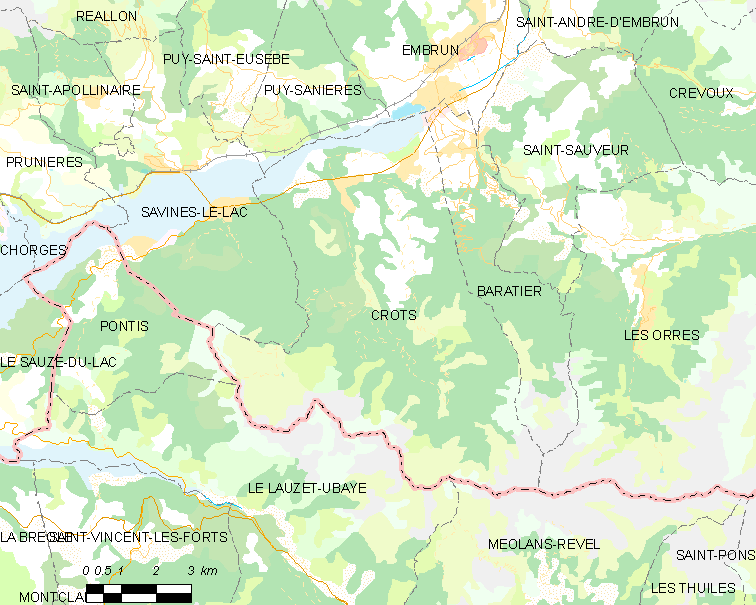
的OSM定位图

克罗的时区为UTC+01:00、UTC+02:00（夏令时）。

## 行政
克罗的邮政编码为05200，INSEE市镇编码为05045。

## 政治
克罗所属的省级选区为昂布兰县。

## 人口

1962-2008年间人口变化图示

克罗于2022年1月1日时的人口数量为1161人。